# Smolnícka Huta
Smolnícka Huta(allemand : Schmöllnitzhütte) est un village de Slovaquie situé dans la région de Košice.

## Histoire
Première mention écrite du village en 1828.

## Démographie

### Évolution de la population
| Année:               | 1994. | 2004. | 2014.   | 2024.   |
| -------------------- | ----- | ----- | ------- | ------- |
| Nombre de personnes: | 475   | 494   | 475     | 470     |
| Différence:          |       | +4 %  | -3,84 % | -1,05 % |

| Année:               | 2023. | 2024.   |
| -------------------- | ----- | ------- |
| Nombre de personnes: | 478   | 470     |
| Différence:          |       | -1,67 % |